# ناتاشا بارت
ناتاشا بارت (انگلیسی: Natasha Barrett؛ زادهٔ مارس ۱۹۷۲) آهنگساز اهل بریتانیا است.